# وزارة المالية والاقتصاد (موناكو)
وزارة المالية والاقتصاد في إمارة موناكو (بالفرنسية: Département des Finances et de l'Economie)‏ هي وزارة حكوميَّة في موناكو مسؤولة عن السياسات المالية العامة للدولة بالإضافة إلى تحصيل الضرائب وتحسين شؤون الاقتصاد في البلاد.
وزير المالية الحالي هو جان كاستيلِّيني، وذلك منذ عام 2012.